# Chynorany
Chynorany (ungarisch Kinorány – bis 1907 Chinorán) ist eine Gemeinde in der Westslowakei.

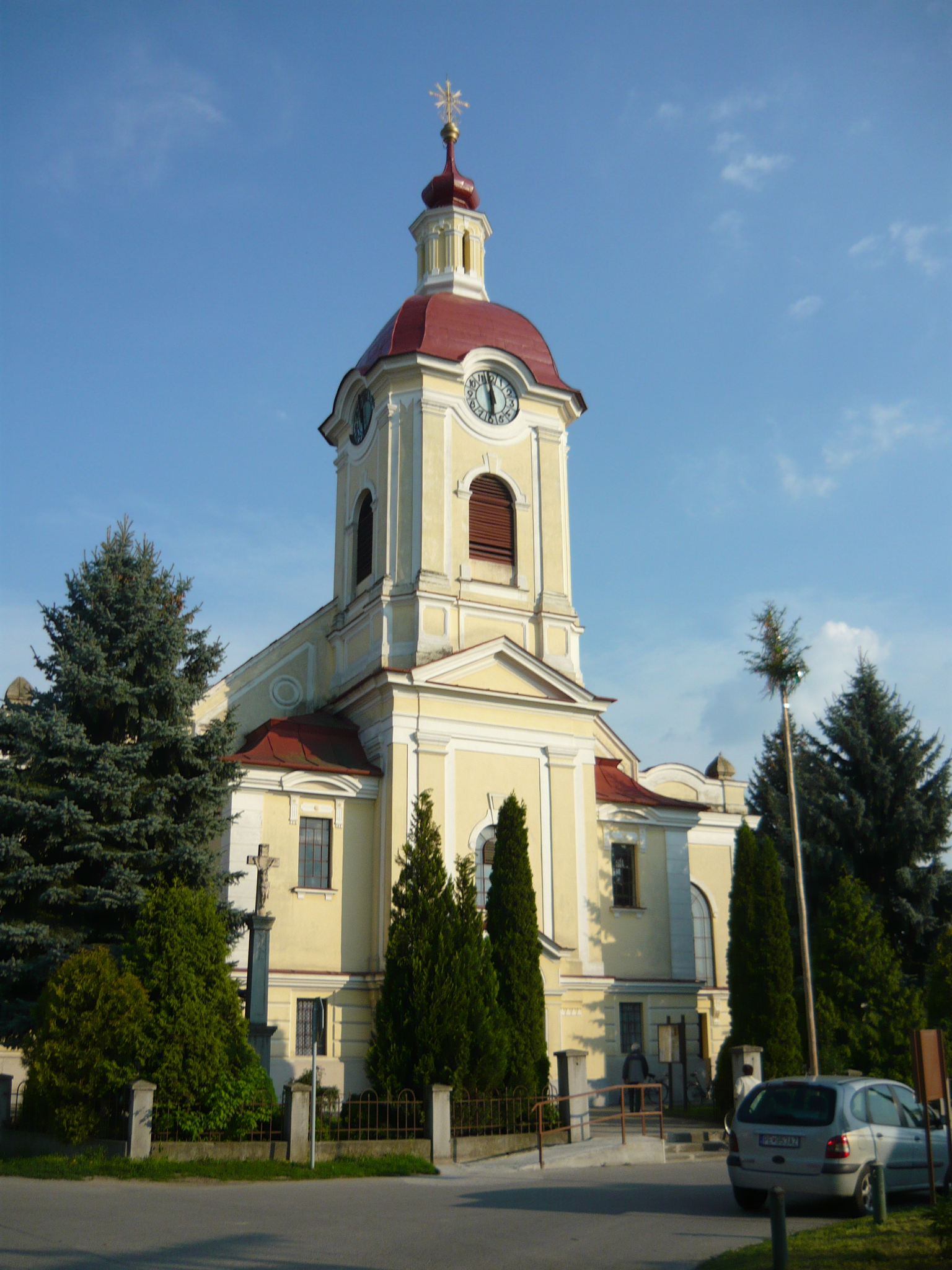
Mariä Himmelfahrt Kirche

## Lage
Sie liegt im Donauhügelland am nördlichen Ufer der Nitra, zwischen den Städten Partizánske (10 km entfernt) und Topoľčany (12 km entfernt). Der Ort besitzt einen Bahnhof an der Bahnstrecke Nové Zámky–Prievidza und die Strecke nach Trenčín zweigt im Ort ab.

## Geschichte
Der Ort wurde 1387 erstmals als Herenen erwähnt.
Im Ort gibt es eine katholische Kirche aus den Jahren 1784–87.

## Bevölkerung
| Jahr                | 1994 | 2004    | 2014    | 2024    |
| ------------------- | ---- | ------- | ------- | ------- |
| Anzahl der Personen | 2782 | 2723    | 2718    | 2661    |
| Unterschied         |      | −2,12 % | −0,18 % | −2,09 % |

| Jahr                | 2023 | 2024    |
| ------------------- | ---- | ------- |
| Anzahl der Personen | 2671 | 2661    |
| Unterschied         |      | −0,37 % |